# Itea coriacea
Itea coriacea är en tvåhjärtbladig växtart som beskrevs av Y.C. Wu. Itea coriacea ingår i släktet Itea och familjen Iteaceae. Inga underarter finns listade i Catalogue of Life.